# Blodprøve
En blodprøve er en lille mængde blod taget fra en patient med henblik på at udrede patientens helbredstilstand.

## Blodprøvetagning
Almindeligvis tages blodprøven med kanyle fra en vene.
Til andre undersøgelser bruges kapillært blod, der normalt tages ved at prikke et lille hul i en fingerspids. 
Ved spædbørn udtages kapilært blod oftest fra hælen.

## Blodprøveundersøgelser
- Hæmatologiske undersøgelser (standardtests, der bl.a. kan bruges til at udrede anæmi)
  - Hæmatokrit (volumenandelen af røde blodlegemer i blodet, packed cell volume, PCV)
  - Hæmoglobin (massen af hæmoglobin pr. volumenenhed blod, Hgb)
  - Erythrocyttal (antal røde blodlegemer pr. volumenenhed blod, RBC)
- Blodsukker
- Blodtypebestemmelse

Blodprøver benyttes i en lang række af biokemiske undersøgelser af specifikke stoffer, celler eller processer i blod og blodprodukter (f.eks. plasma eller serum).
De biokemiske undersøgelser af blod har stor betydning både inden for forskning og i forbindelse med medicinsk diagnostisering og behandling.

## Prøvematerialer
Afhængig af, hvad man ønsker, at undersøge blodet for, skal der bruges forskellige prøvematerialer. Nogle stoffer findes f.eks. kun i plasma, mens nogle processer måles bedst i serum. 
For at kunne lave de forskellige prøvematerialer, skal blodet behandles forskelligt. Det vil sige, at man skal tappe blodet over i forskellige blodprøveglas. Det kan f.eks. være nødvendigt at tilsætte stoffer, som forhindre at blodet størkner eller stoffer som gør blodet til en fast ensartet masse.
I dagligdagen bruger man derfor prøveglas, som har forskellige farver, så man nemt kan finde ud af, hvilke glas man skal bruge, til hvilke analyser. De mest almindelige anti-koagulations midler i glassene er EDTA, Li-heparin og citat. 
De fleste blodprøver bliver taget af veneblod, det vil sige blodet som findes i kroppens vener. Som regel bruges venerne i armens bøjning, fordi de er nemmest at ramme, men andre vener kan sagtens bruges.
Det gøres ved at der sættes en elastik på overarmen, som hæmmer tilbageløbet af blod. Det får blodet til at hobe sig op og venerne til at fuldes med blod. Derefter desinficeres huden med sprit, så der ikke kommer bakterier ind i blodet. Når spritten er fordampet stikkes en kanyle ind i venen og prøveglassene fyldes op. Der er vacuum inde i prøveglassene, så blodet bliver suget ud, selvom der ikke er noget tryk i venerne.
Enkelte blodprøver kræver, at man bruger blod fra en pulsåre (arterie). Dette kaldes derfor for en arteriepunktur (eller a-punktur i daglig tale). Ofte vil det være fordi man skal undersøge arterieblodets indholder af blodgasser, altså ilt (O2) og kuldioxid (CO2). Derfor kaldes denne blodprøve ofte en a-gas. Derudover måler man også arterieblodets indhold af bicarbonat, frie baser (Base excess) og mælkesyre (laktat).